# Santuario 1.ª Sección (Jalpa de Méndez)
Santuario 1.ª Sección es una ranchería del municipio de Jalpa de Méndez ubicado en la subregión centro del estado mexicano de Tabasco.

## Geografía
La localidad de Santuario 1.ª Sección se sitúa en las coordenadas geográficas 18°11′43″N 93°03′24″O / 18.195278, -93.056667, a una elevación de 20 metros sobre el nivel del mar.

## Demografía
Según el Conteo de Población y Vivienda 2020, efectuado por el Instituto Nacional de Estadística y Geografía, la localidad de Santuario 1.ª Sección tiene 1,095 habitantes, de los cuales 547 son del sexo masculino y 548 del sexo femenino. Su tasa de fecundidad es de 2.32 hijos por mujer y tiene 301 viviendas particulares habitadas.
| Gráfica de evolución demográfica de Santuario 1.ª Sección entre 1940 y 2020 |
|                                                                             |
| INEGI.                                                                      |